# Micropanope granulimanus
Micropanope granulimanus är en kräftdjursart. Micropanope granulimanus ingår i släktet Micropanope och familjen Xanthidae. Inga underarter finns listade i Catalogue of Life.